# Кобринь
Ко́бринь (Ко́брин, у частині місцевих діалектів також Кобрень, біл. Кобрын; пол. Kobryń; їд. קאברין) — місто, центр Кобринського району Берестейської області Білорусі, один з великих центрів Берестейщини. Розташований за 52 км від Берестя. Залізнична станція на лінії Берестя — Гомель, вузол автодоріг на Мінськ, Берестя, Пінськ, Ковель, Малориту. Лежить на українській етнічній території.

## Назва
За однією з версій, назва походить від літописних обрів (аварів).

## Географія
Розташований при впадінні річки Кобринки до річки Мухавець у місці її з'єднання з Дніпровсько-Бузьким каналом, за 52 км на схід від Берестя. Лежить на Західному Поліссі. Площа становить 26 км².

### Клімат
Клімат у населеному пункті вологий континентальний («Dfb» за класифікацією кліматів Кеппена). Опадів 576 мм на рік. Найменша кількість опадів спостерігається в лютому й сягає у середньому 28 мм. Найбільша кількість опадів випадає в липні — близько 76 мм. Різниця в опадах між сухими та вологими місяцями становить 48 мм. Пересічна температура січня — -5,0 °C, липня — 18,2 °C. Річна амплітуда температур становить 23,2 °C.
| Клімат                            | Клімат | Клімат | Клімат | Клімат | Клімат | Клімат | Клімат | Клімат | Клімат | Клімат | Клімат | Клімат | Клімат |
| Показник                          | Січ.   | Лют.   | Бер.   | Квіт.  | Трав.  | Черв.  | Лип.   | Серп.  | Вер.   | Жовт.  | Лист.  | Груд.  | Рік    |
| Середній максимум, °C             | −2     | −0,5   | 4,4    | 12,8   | 19,2   | 22,3   | 23,7   | 23,1   | 18,3   | 12,0   | 4,9    | 0,2    | 11,5   |
| Середня температура, °C           | −5     | −3,7   | 0,7    | 7,9    | 13,6   | 16,8   | 18,2   | 17,6   | 13,4   | 8,0    | 2,4    | −2,3   | 7,3    |
| Середній мінімум, °C              | −7,9   | −6,9   | −3     | 3,0    | 8,0    | 11,3   | 12,7   | 12,1   | 8,5    | 4,1    | 0,0    | −4,7   | 3,1    |
| Норма опадів, мм                  | 34     | 28     | 30     | 40     | 55     | 72     | 76     | 64     | 54     | 40     | 42     | 41     | 576    |
| --------------------------------- | ------ | ------ | ------ | ------ | ------ | ------ | ------ | ------ | ------ | ------ | ------ | ------ | ------ |
| Джерело: Climate-Data.org (англ.) |        |        |        |        |        |        |        |        |        |        |        |        |        |

## Історія

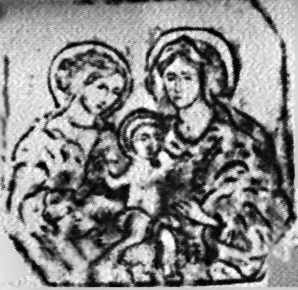
Герб Кобриня з привілею 1662 року

Уперше згадується 1287 року в Іпатіївському літописі як володіння князівни Ольги Романівни, яке входило до складу Волинського князівства, у якому тоді князював її чоловік Володимир Василькович. За переказами Кобринь заснував один з київських Ізяславичів. У 1310-1320-х роках увійшов до складу Великого князівства Литовського. Належав великому князю Ольгердові, його синові Федору та внукові Роману. У XIV столітті зведений православний Спаський монастир. У 1404—1519 роках був осередком удільного князівства князів Кобринських, нащадків великого князя Ольгерда. Після згасання князівського роду, у 1520—1566 роках був центром Кобринського повіту Підляського воєводства, а з 1566 року — Берестейського воєводства.
У 1589 році отримав самоврядування у формі Магдебурзького права: магістрат на чолі з бургомістром, герб і печатку. Дозволялося вільно займатися ремеслом або торгівлею, тримати шинок чи корчму, користуватися державними заходами і вагою, влаштовувати щопонеділка торгівлю на ринку, а двічі на рік (восени та взимку) — проводити ярмарки. Євреї, першу згадку про яких можна знайти в документі короля Сигізмунда від 1514, отримали рівні права з іншими жителями. Євреї Кобриня головним чином заробляли на життя місцевою та міжміською торгівлю з Любліном, корчмами, а також митними зборами. Місто належало до маєтків Бони Сфорци. За її наказом викопано канал завдовжки 29 км, так званий канал Бони. Тоді в Кобрині поселилось кілька італійців. Згодом місто перейшло до Ганни Ягелонки.
У XVII столітті Спаський монастир переведений на римо-католицизм. У 1626 році київський греко-католицький митрополит Йосиф (Рутський) провів у місті церковний собор.

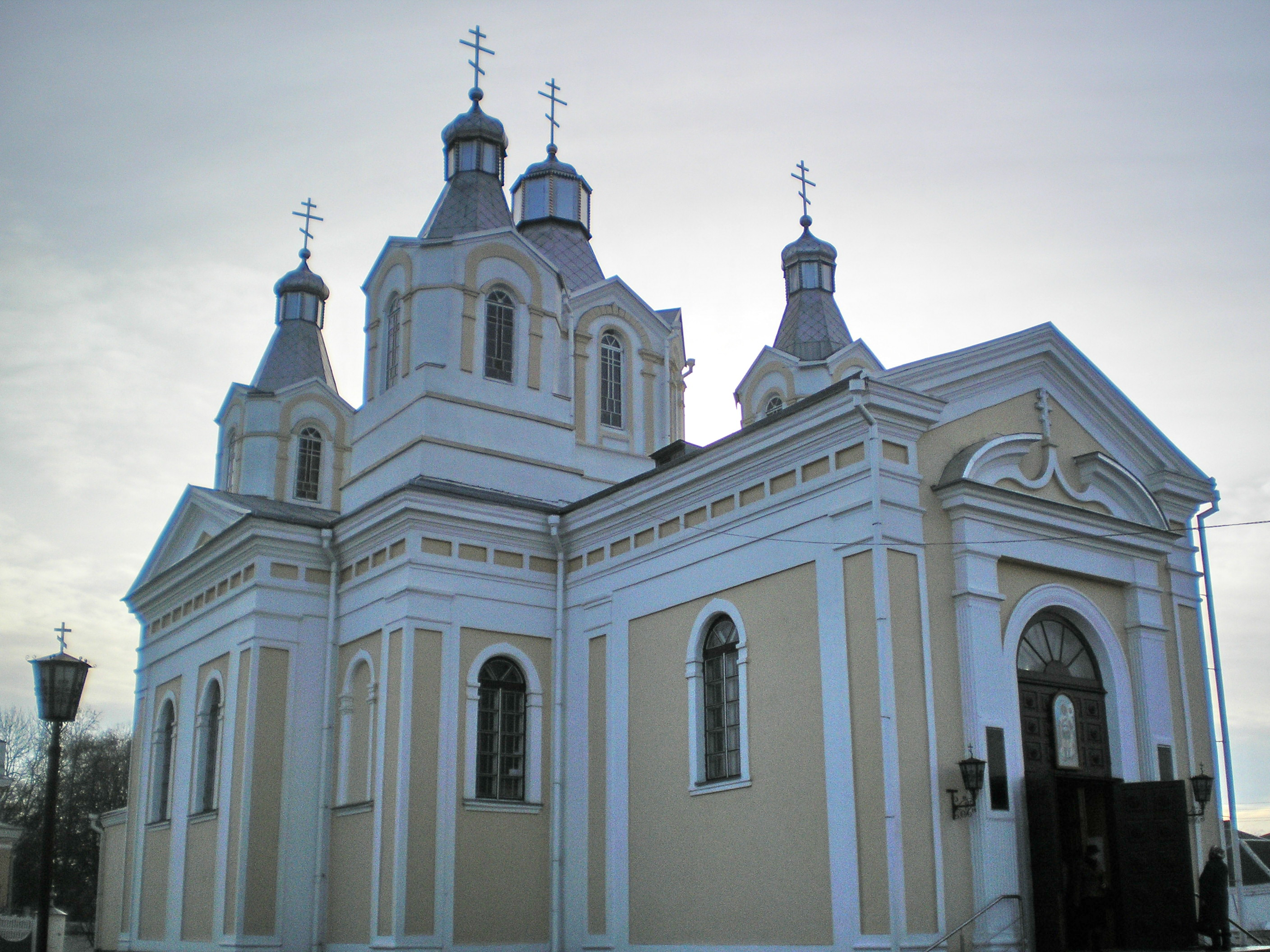
Кафедральний Олександро-Невський собор

У середині XVII столітті в місті відбулося декілька повстань проти литовської та польської влади. Зокрема, одне з них відбулося під час повстання під проводом Богдана Хмельницького у жовтні 1648 року, коли повстали селяни Кобринської економії, бунт був жорстоко придушений литовськими військами на чолі з Р. Мирським. Місто двічі захоплювали та грабували шведські війська — у 1655 році і військами Карла XII під час Північної війни у 1706 році. З 1766 року місто позбавлене магдебурзького права.
Економічне становище погіршилося. Конституція, проголошена на варшавському сеймі 3 травня 1791 року збурила велике невдоволення серед польських магнатів і шляхти. Вони утворили конфедерацію під приводом Тадеуша Костюшка для боротьби з королем Станіславом. Росія виступала на боці Станіслава, політика проросійської орієнтації.

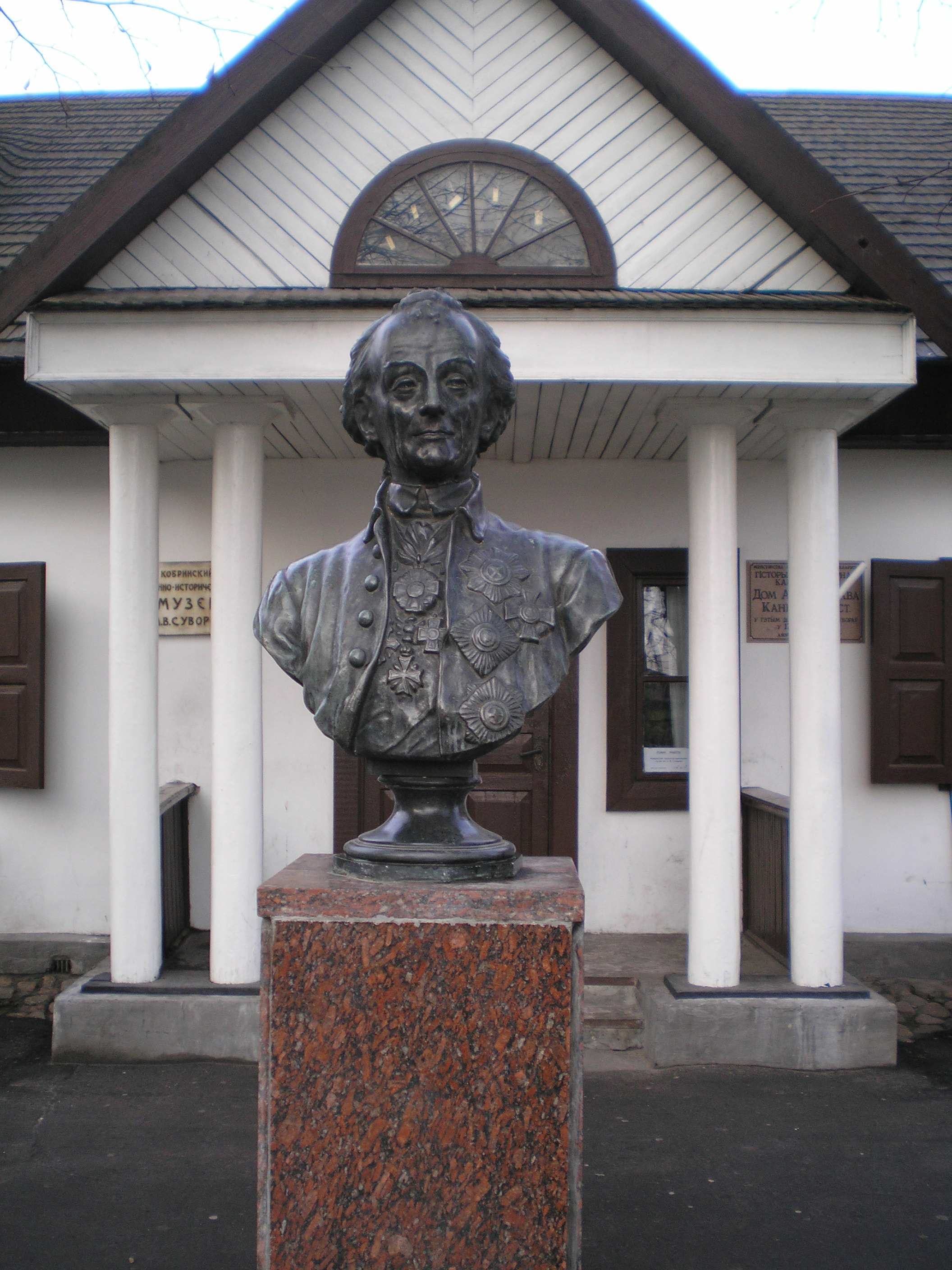
Бюст Суворова біля однойменного музею

14 вересня 1794 року в поблизу Кобриня відбувся бій російських військ Олександра Суворова з польськими повстанськими загонами Тадеуша Костюшка, під час якого останні програли. Через три дні російська армія здобула перемогу над корпусом генерала К. Сераковського. Після третього поділу Речі Посполитої 1795 року увійшов до складу Російської імперії й у 1801 році став центром Кобринського повіту. 1812 року поблизу Кобриня відбувся бій російської армії з французькими військами Наполеона, у якому останні програли й внаслідок якого згоріло 548 будинків із 630. 1838 року закритий Спаський монастир. 1846 року через місто прокладено трасу Москва — Варшава, 1882 року — Поліську залізницю, це дало поштовх до розвитку торгівлі та значного приросту кількості євреїв у місті. У 1847 році у Кобрині жило 4184 євреїв.
З 1882 року відкрито рух на ділянці Поліської залізниці Пінськ — Жабинка. У Кобрині з'явилася залізнична станція. У тому ж році євреям було заборонено орендувати господарства або сільські хати. За даними перепису 1897 року чисельність населення міста досягла 10 тисяч осіб. Єврейське населення становило 6687 осіб (69 % від загального населення), українською мовою розмовляло 1622 міщанина, російською 1303 жителя. У цьому році введення державної монополії на алкогольні напої серйозно нашкодило єврейській економічній активності в Кобрині. Як наслідок, у Кобрині виник єврейський пролетаріат і багато євреїв емігрували, особливо до США.
У 1918—1919 роках входив до складу Української Народної Республіки. У Кобрині був створений курінь «Поліської Січі».
У 1921 році, коли Кобринь за Ризьким мирним договором перейшов до складу Польщі, єврейська спільнота мала 5431 мешканця (66 % від загального населення). Більшість з них були зайняті в будівництві, виготовленні білизни і роздрібній торгівлі сільськогосподарською продукцією. У 1921—1939 роках Кобринь був центром Кобринського повіту Поліського воєводства міжвоєнної Польщі. Тоді місто було осередком українського руху. Тут діяли осередки «Просвіти», ОУН з Кобринським надрайоном «Лан» — провідник Арсен Клиновий («Шах»), окружні комітети «Сель-Союзу», «Сель-Робу», окружний кооператив «Селянська самопоміч», Українбанк, читальня товариства «Просвіта», проводилася українська художня самодіяльність.

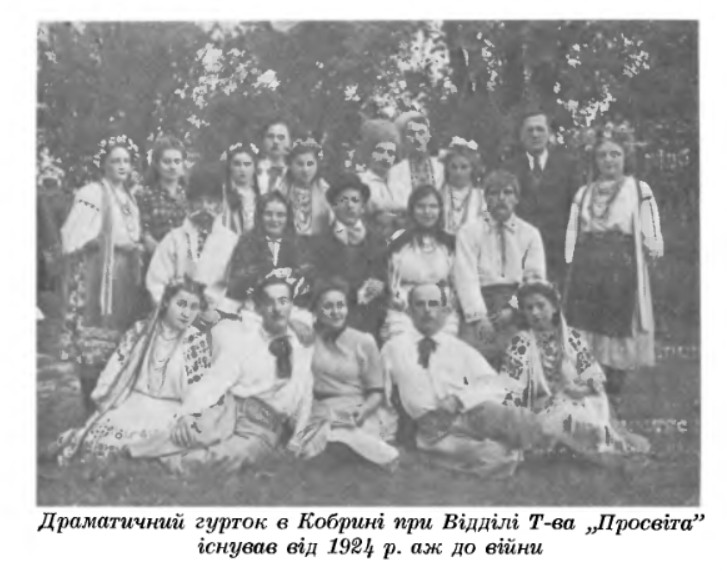
Драматичний гурток у м. Кобрин при відділі товариства Просвіта, існував з 1924 року до Другої Світової війни.

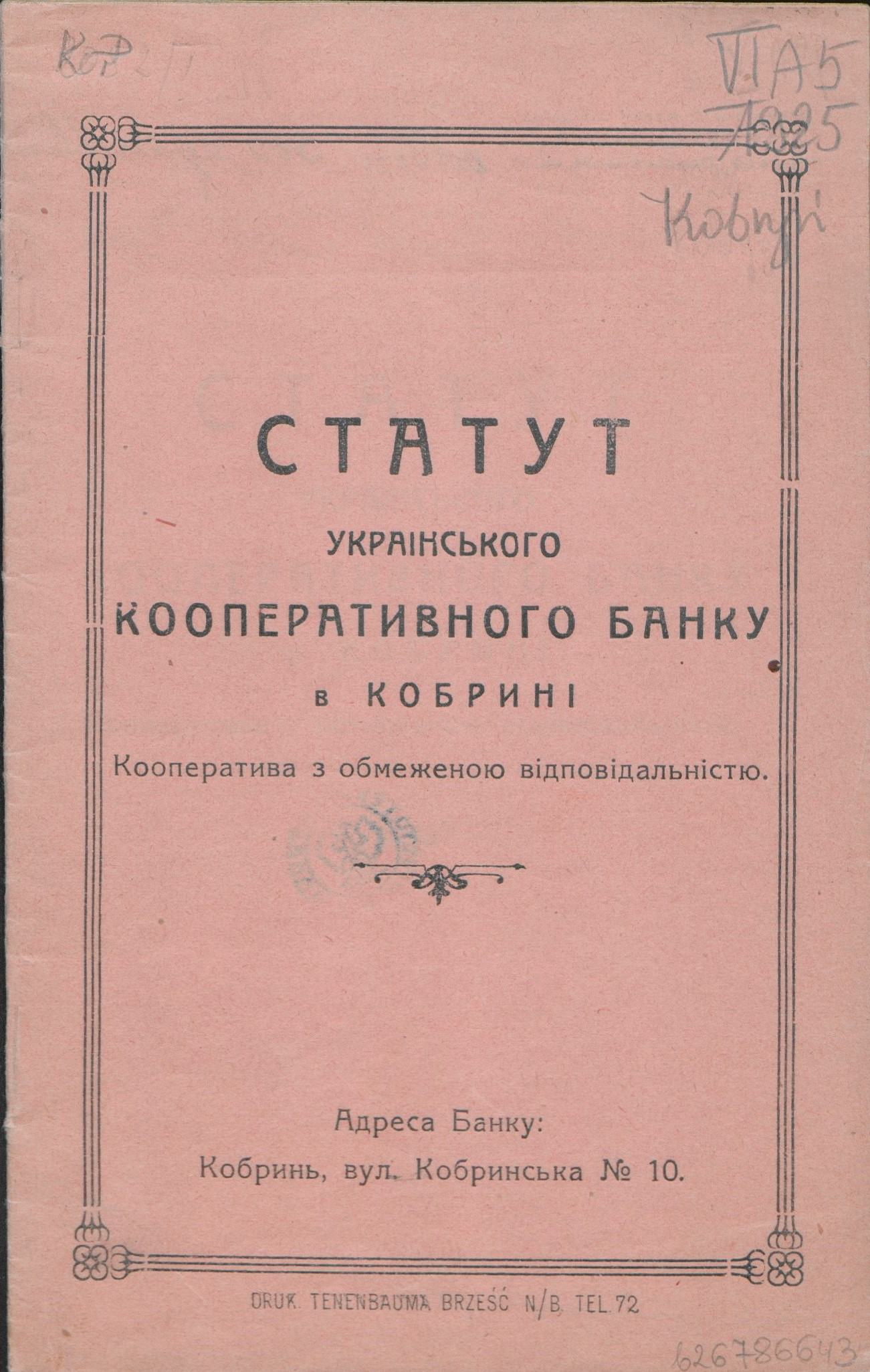
Статут Українського Кооперативного Банку в Кобрині. 1925 р.

1 жовтня 1933 року розширено територію міста Кобриня шляхом вилучення з сільської ґміни Кобринь Кобринського повіту і передачі частини земель з маєтків Губернія Клопотин, Троя і Губернія II загальною площею 294,5 га.
1 вересня 1939 року почалася Друга світова війна і 17 вересня під Кобриньом у бій з німецькими військами вступив 83-й полк польського війська. Сапери навели понтонний міст, і вранці 19 вересня німецькі частини увійшли в місто. За пактом Молотова — Ріббентропа 22 вересня 1939 року німці передали Кобринь радянській 32-й танковій бригаді, почалися політичні репресії. Місто було включене до складу БРСР. У Кобрині серед інших міст Полісся відбулися демонстрації з проханням включити ці землі до складу УРСР. 15 січня 1940 року став центром новоствореного Кобринського району у складі Берестейської області.
На другий день нападу на СРСР 23 червня 1941 року Кобринь був окупований німецькими частинами. Тільки один день радянська 22-га танкова дивізія, разом з залишками 6-ї та 42-ї стрілецьких дивізій на чолі з генерал-майором В. П. Пугановим тримала оборону за 12—15 км на північний захід і північний схід від Кобриня. Місто включене до складу Райхскомісаріату Україна. Існував Кобринський ґебіт. У 1941—1944 діяв місцевий Український допомоговий комітет на чолі з Йосипом Сацевичем. У 1943 році німці розстріляли в Кобрині низку українських діячів — В. Пархотика, Йосипа Сацевича, Сороку.
У серпні 1941 року німці ввели податок на євреїв у розмірі 6 кг золота і 12 кг срібла. Восени того ж року було створене гетто, яке було розділене на дві частини: «А» — для працездатних, «B» — для хворих, людей похилого віку, і всіх непридатних для роботи. Євреї з сусідніх містечок також були залучені в гетто, яке було переповнено. 2 червня 1942 гетто було оточене і половина єврейської громади Кобриня була вбита на Бронній горі. Євреї спробували оборонятися — атакували німців при спробі відбити в них зброю. Група приблизно зі 100 осіб зуміли втекти до лісу і приєдналися до партизанів. Група єврейських майстрів прожила в гетто до літа 1943 року, а потім була вбита у дворі в'язниці. Чисельна група підпільників була розстріляна нацистами під мостом. 20 липня 1944 року Кобринь зайняли 12 гвардійська і 212 стрілецька дивізії радянської армії.
У травні 1945 року почалося судноплавство на оновленому Дніпро-Бузькому каналі. З тієї пори місто постійно будується за соціалістичною методою. У 1953 році поблизу Кобриня загинув в бою один з останніх відділів УПА на Берестейщині. З 1963 року Кобринь — місто обласного підпорядкування.
У 1990 році в Кобрині білоруська міліція з україноненависницькими вигуками («Бейте этих бандеровцев! Пусть убираются к себе на Львовщину!») напала на активістів Українського громадсько-культурного об'єднання, коли ті продавали на вулиці українську пресу. З 1991 року — у складі незалежної Білорусі. До заборони білоруською владою діяли українські товариства — з 1991 року Українське громадсько-культурне об'єднання Берестейської області та з 1995 року відновлений осередок «Просвіти». У школах № 5 і № 7 викладалася українська мова. Після ліквідації чільних українських організацій місцеві українські діячі на чолі з Вірою та Володимиром Мурашкевичами стали членами українських асоціацій «Ватра» та УНПС «Берегиня».
Указом Президента Білорусі 2002 року Кобринський район і місто Кобринь були об'єднані в єдину адміністративно-територіальну одиницю.

### Протести 2020
У 2020 році Кобринь, як і більшість міст Білорусі була охоплена протестами. 9 серпня 2020 року Кобринь була одним із 3 перших міст Білорусі (на ряду із Лідою та Івацевичами), де ОМОН опустили свої щити в знак того, що вони відмовляються застосовувати насильство проти мирних демонстрантів.

## Населення

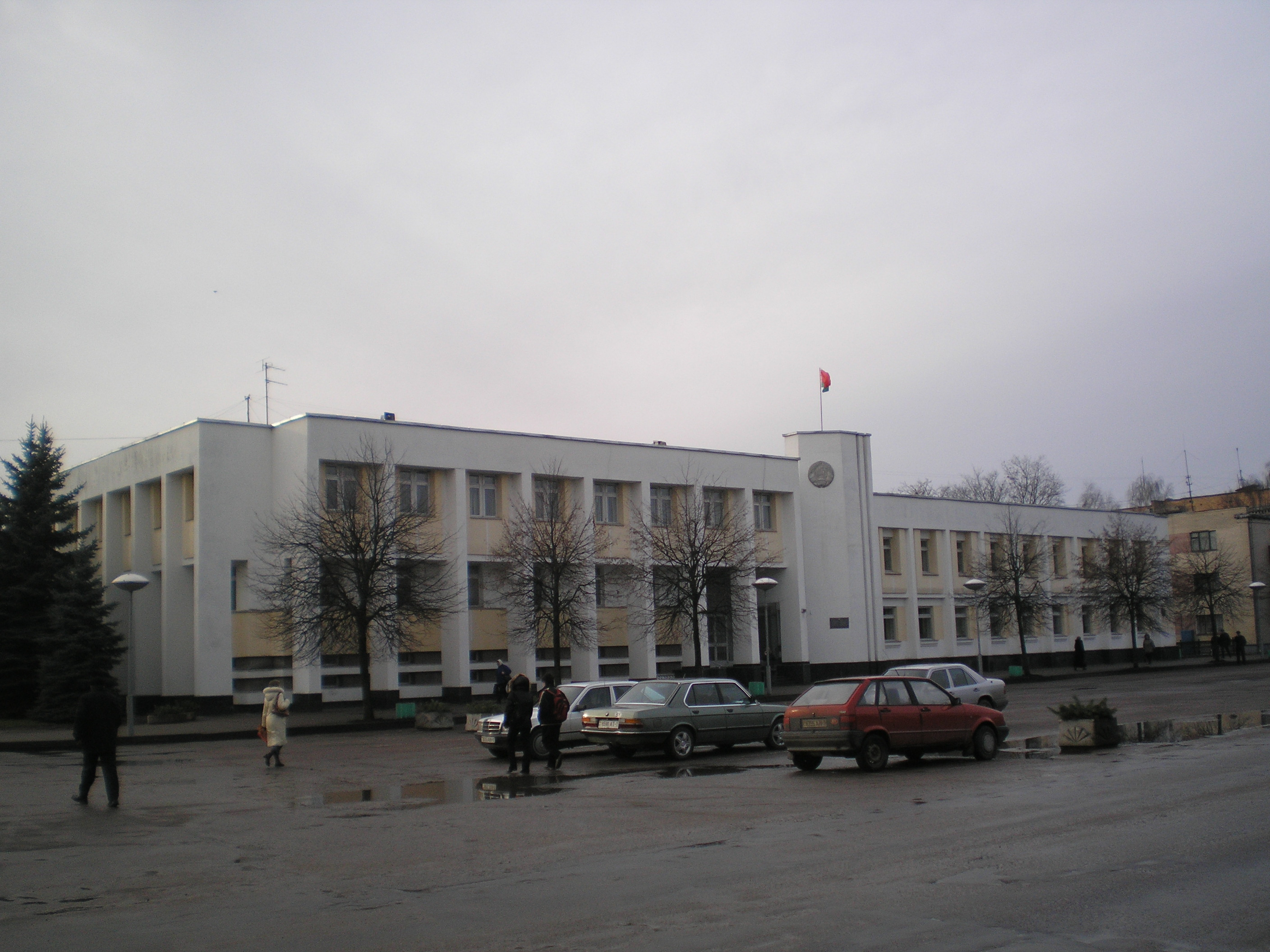
Кобринський міський виконавчий комітет

Розподіл населення міста за мовою згідно з переписом 1897 року:
| Мова            | Осіб  | Відсоток |
| --------------- | ----- | -------- |
| єврейська       | 6731  | 64,67 %  |
| українська      | 1622  | 15,58 %  |
| російська       | 1303  | 12,52 %  |
| польська        | 471   | 4,53 %   |
| білоруська      | 88    | 0,85 %   |
| фінська         | 59    | 0,57 %   |
| татарська       | 50    | 0,48 %   |
| німецька        | 28    | 0,24 %   |
| чуваська        | 12    | 0,12 %   |
| румунська       | 11    | 0,11 %   |
| мещерська       | 9     | 0,09 %   |
| болгарська      | 5     | 0,05 %   |
| литовська       | 4     | 0,04 %   |
| не вказали мови | 3     | 0,03 %   |
| інші            | 12    | 0,12 %   |
| Разом           | 10408 | 100 %    |

За переписом населення Білорусі 2009 року чисельність населення міста становила 51 166 осіб.

### Національність
Розподіл населення за рідною національністю за даними перепису 2009 року:
| Національність                | Осіб   | Відсоток |
| ----------------------------- | ------ | -------- |
| білоруси                      | 44 659 | 87,28 %  |
| росіяни                       | 3 945  | 7,71 %   |
| українці                      | 1 668  | 3,26 %   |
| поляки                        | 411    | 0,80 %   |
| національність не вказана     | 111    | 0,22 %   |
| вірмени                       | 54     | 0,11 %   |
| татари                        | 51     | 0,10 %   |
| азербайджанці                 | 23     | 0,04 %   |
| німці                         | 22     | 0,04 %   |
| греки                         | 22     | 0,04 %   |
| молдовани                     | 19     | 0,04 %   |
| дві та більше національності  | 18     | 0,04 %   |
| національність не повідомлена | 17     | 0,03 %   |
| євреї                         | 13     | 0,03 %   |
| цигани                        | 13     | 0,03 %   |
| грузини                       | 13     | 0,03 %   |
| інші                          | 106    | 0,21 %   |
| Разом                         | 51 166 | 100 %    |

## Економіка
Основні підприємства міста — інструментальний, авторемонтний (завод гідравлічного машинобудування) заводи, СП «Полісся» ТОВ (виробництво дитячих іграшок із пластмаси), СТОВ Флексопак плюс (виробництво поліетиленового пакування). Підприємства машиннобудівної, легкої та харчової промисловостей.

## Релігія
У місті розташована найбільша баптистська церква у Білорусі. В місті є великі громади й інших протестантських церков.

## Культура
Пам'ятки:
- Петропавлівська церква (1465)[3].
- Микільська церква (1750)[3].
- Парк імені Суворова (1768)[3].
- Спаський монастир (друга половина XVIII століття)[3].
- Собор Олександра Невського (1864—1868)[3].
- Успенський костел (1843)[3].
- Садиба О. Суворова з військово-історичним музеєм.
- Старі будівлі торгових рядів, житлових будинків.
- Пам'ятник на честь першої перемоги над Наполеоном в 1812 році.
- Будинок Кобринської синагоги.

## Особистості

### Народились
- Дмитро Фальківський, визначний український поет, народився селі Великі Лепеси, яке зараз входить до складу міста[3].
- Оскар Зарицький, американський математик.
- Карлов Володимир Дмитрович (нар. 1946), український науковець, доктор технічних наук, професор, заслужений діяч науки і техніки України, полковник запасу.
- Семен Сидорчук, архітектор.

### Пов'язані з містом
- У Кобрині тривалий час жив російський полководець Олександр Суворов; зараз тут міститься його будинок-музей і парк ім. О. Суворова.
- У місті проходив службу Олександр Грибоєдов.
- Під час французько-російської війни 1812 року тут відбулася перша битва, у якій російські війська отримали локальну перемогу над французькими.
- На початку Другої світової війни в Кобрині перебував Степан Шухевич, львівський адвокат, відомий захистом в політичних справ проти українців[17].

## Галерея

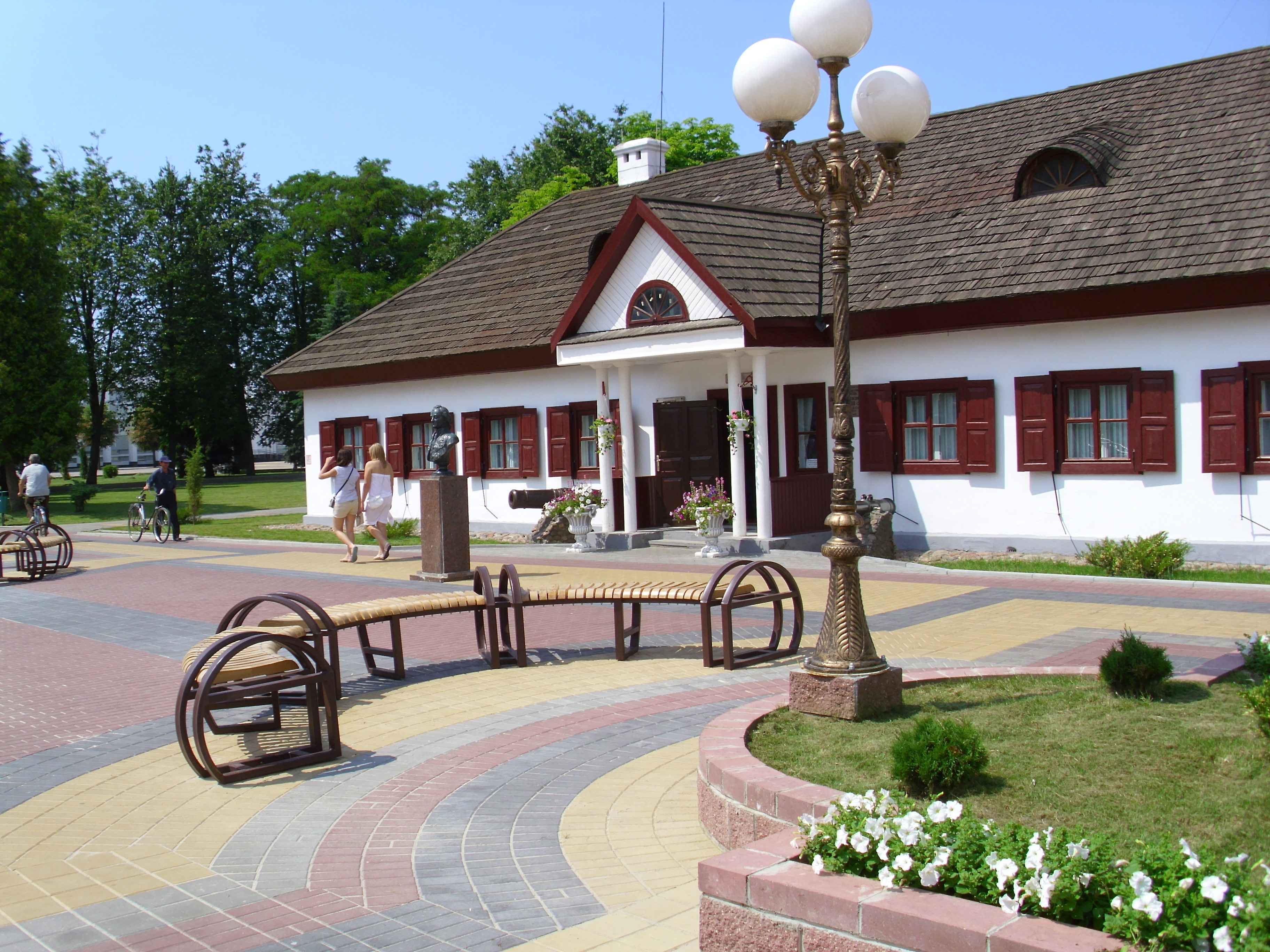
Музей Суворова — колишня українська школа[18].
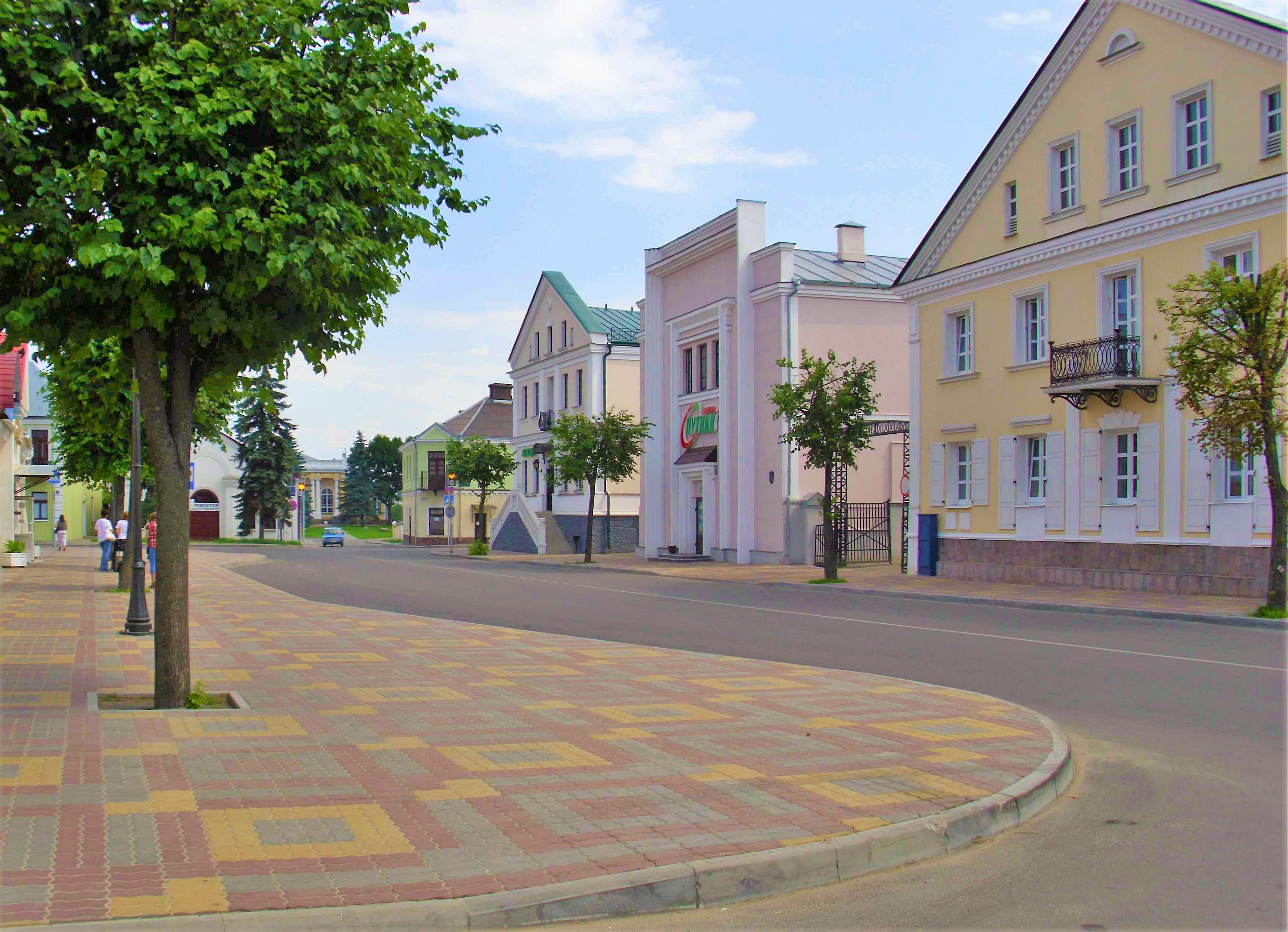
Площа Свободи.
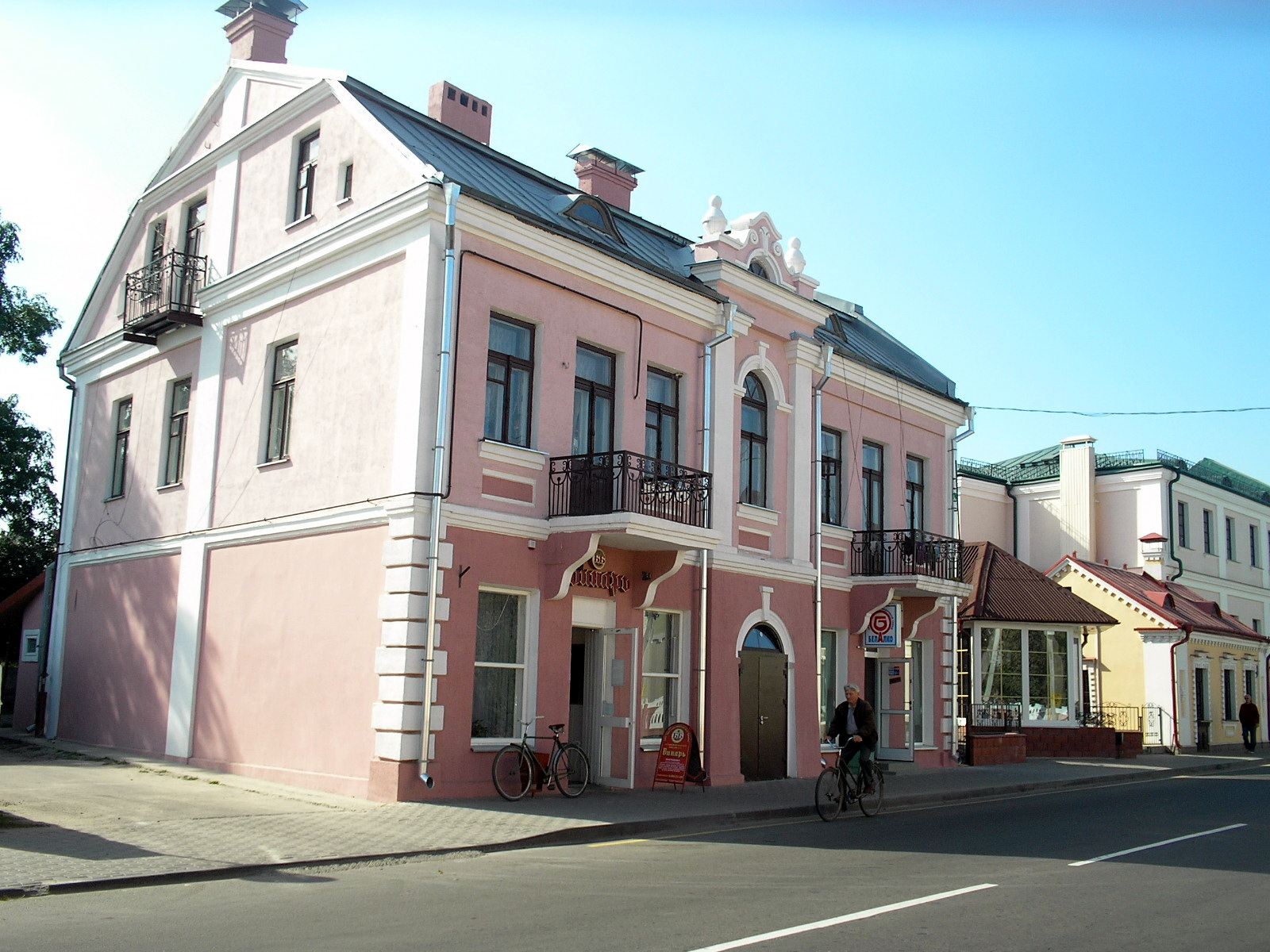
Вулиця Першотравнева (колишня Пінська).
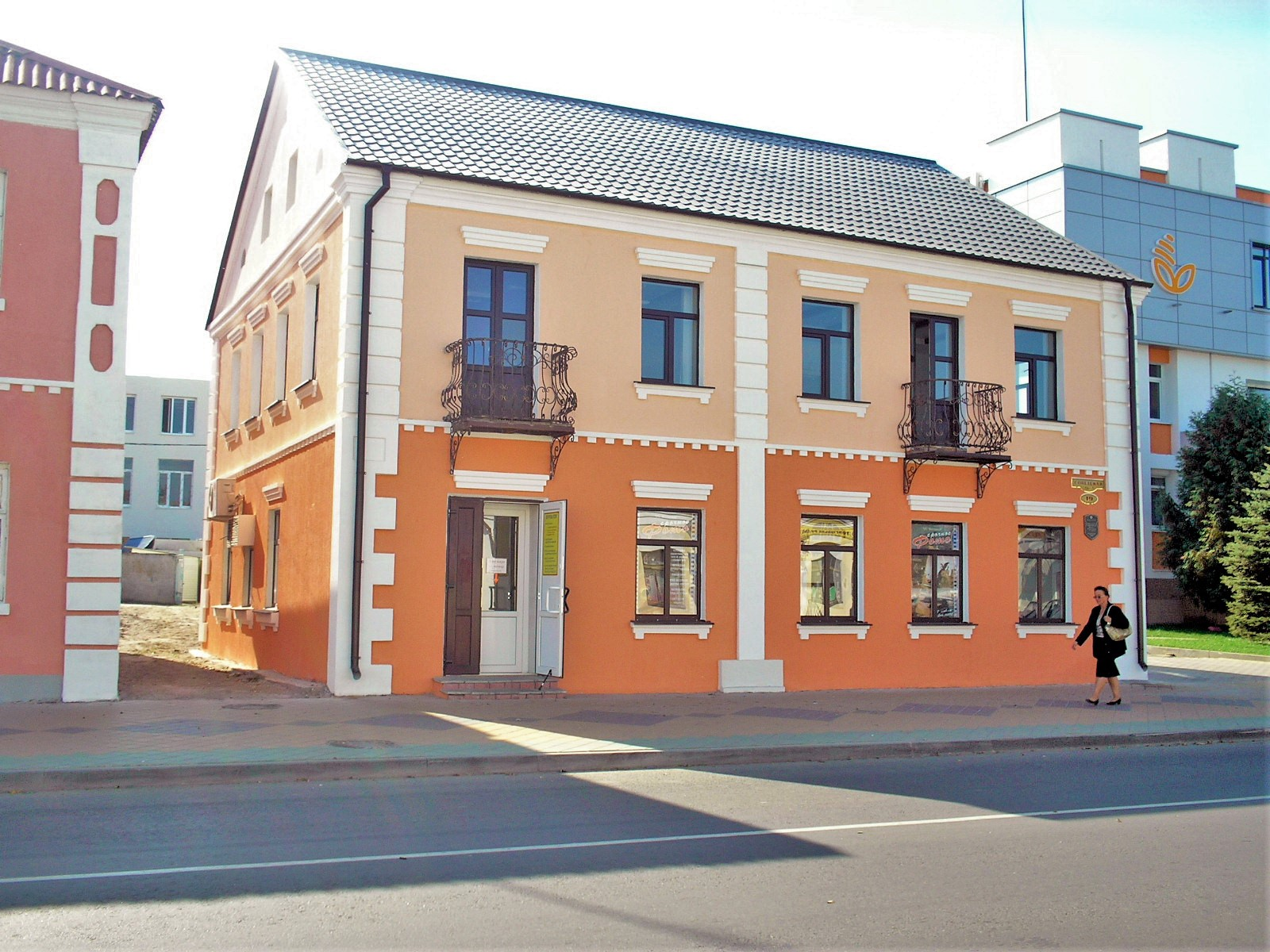
Вулиця Радянська (колишня Берестейська).